# Natalscia mina
Natalscia mina är en kräftdjursart som först beskrevs av Gustav Budde-Lund 1885.  Natalscia mina ingår i släktet Natalscia och familjen Philosciidae. Inga underarter finns listade i Catalogue of Life.